# ليندر جوردن
ليندر جوردن (بالإنجليزية: Leander Jordan)‏ هو لاعب كرة قدم أمريكية أمريكي، ولد في 15 سبتمبر 1977 في بيتسبرغ في الولايات المتحدة.

## وصلات خارجية
- ليندر جوردن على موقع مرجع كرة القدم المحترفة.كوم (الإنجليزية)